# Publius Servilius Casca
Publius Servilius Casca Longus war ein römischer Politiker des 1. Jahrhunderts v. Chr., bekannt vor allem als einer der Verschwörer gegen Gaius Iulius Caesar.
Casca soll der erste der Attentäter gewesen sein, der Caesar an den Iden des März (15. März) 44 v. Chr. mit einem Dolchstich verletzte. Er war im folgenden Jahr Volkstribun, musste aber wie die anderen Caesarmörder Rom verlassen. Da dies gegen die Verfassung verstieß, wurde ihm sein Amt per Dekret aberkannt. Casca diente 42 v. Chr. unter Marcus Iunius Brutus als Legat im Osten des Reiches. Er soll sich nach der Schlacht bei Philippi das Leben genommen haben.
Sein Bruder Gaius Servilius Casca war mit Caesar befreundet, gehörte aber vermutlich ebenfalls zum Kreis der Verschwörer (unklar ist, ob er identisch ist mit einem Volkstribun des Jahres 44 v. Chr. mit dem Cognomen Casca). Beide sind nicht zu verwechseln mit Marcus Servilius, der ebenfalls 43 v. Chr. Volkstribun war.